# Außerordentlicher FDP-Bundesparteitag 2002
Koordinaten: 52° 28′ 27″ N, 13° 27′ 34″ O

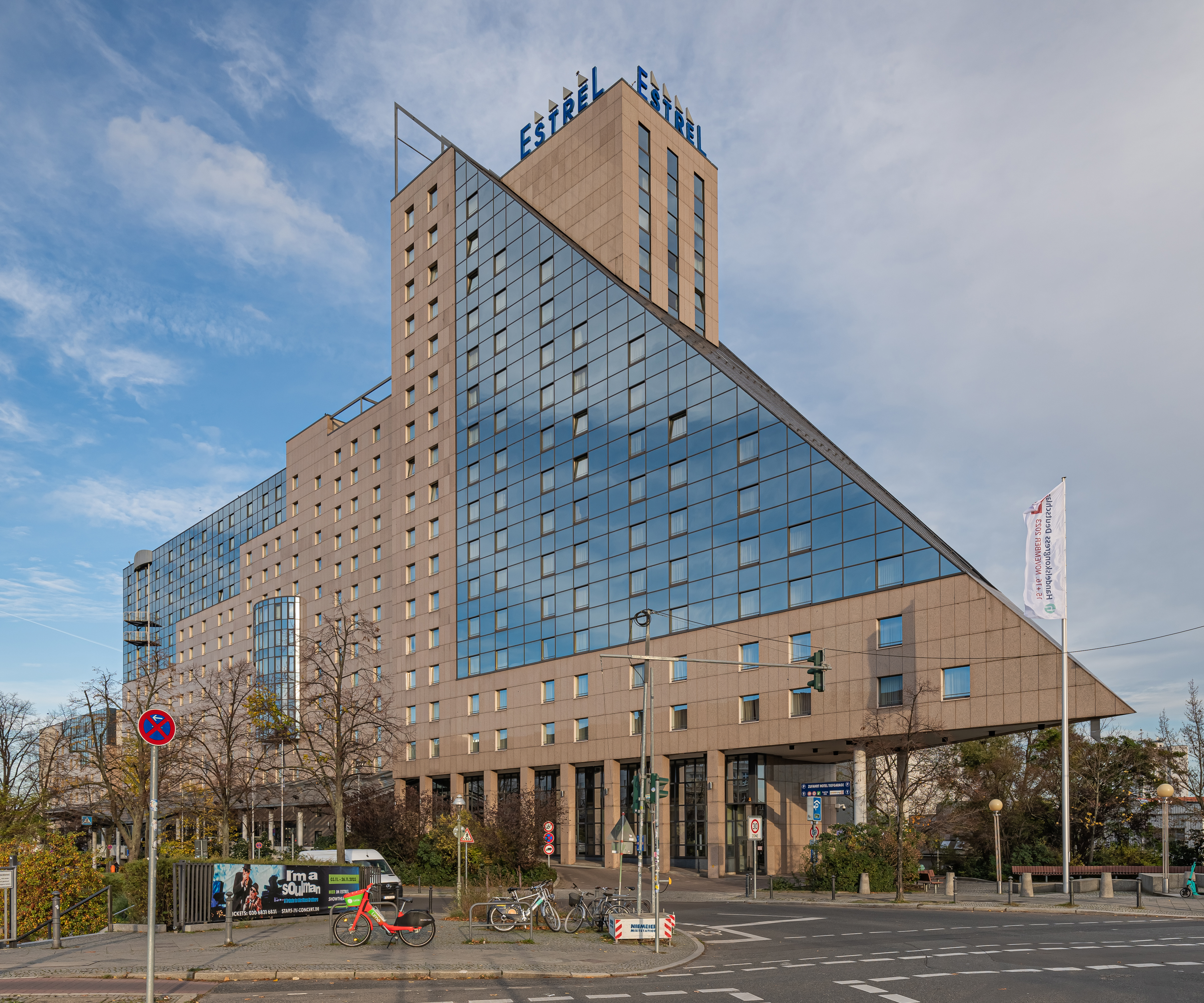
Estrel Convention Center

Den außerordentlichen Bundesparteitag 2002 hielt die FDP am 8. September 2002 in Berlin ab. Es handelte sich um den 18. außerordentlichen Bundesparteitag der FDP in der Bundesrepublik Deutschland.

## Verlauf und Beschlüsse
Der Parteitag beschloss den Aufruf zur Bundestagswahl „Wir sorgen für Bewegung. Neuer Schwung statt Rot-Grün“. Die Delegierten riefen als Wahlziel das Erreichen der 18-Prozent-Marke und, damit zusammenhängend, Guido Westerwelle als eigenen Kanzlerkandidaten für die Bundestagswahl am 22. September aus. Inhaltlich traten sie für Liberalismus, Bürgerrechte und Solidarität ein und forderten den Ausbau von Elementen direkter Demokratie. Außerdem votierten sie für eine höhere Steuergerechtigkeit. Es wurde für eine „Äquidistanz“ zu den Unionsparteien und zur SPD plädiert.